# Britny Fox
Britny Fox es una banda de glam metal de los años 1980, proveniente de Filadelfia, Estados Unidos.

## Historia
La banda fue formada por el vocalista/guitarrista Dean Davidson y el guitarrista ex-Cinderella Michael Kelly Smith, durante el verano de 1985. Con la entrada del baterista Tony "Stix" Destra y un bajista local, Billy Childs, la banda estuvo completa. Su primer Demo, titulado In America los llevó a firmar contrato con Columbia Records. El baterista Tony "Stix" Destra pierde la vida en un accidente de auto, por lo que es sustituido por Johnny Dee (ex-Waysted). En 1988 graban su álbum homónimo, que vende más de 650.000 copias. Con el ganaron el premio de la revista Metal Edge Magazine's como mejor banda nueva. Sin embargo, no pudieron igualar el éxito de su primer disco en los años posteriores, esto debido principalmente a la caída de popularidad que sufrió el glam metal en los años noventa.

## Miembros
- Dean Davidson: guitarra, voz
- Michael Kelly Smith: guitarra
- Billy Childs: bajo
- Johnny Dee: Batería
- Tony "Stix" Destra: batería (murió el 8 de febrero de 1987)
- Tommy Paris: Sustituto de Dean Davidson

## Discografía
- Britny Fox (1988)
- Boys in Heat (1989)
- Bite Down Hard (1991)
- Long Way to LIVE (2001)
- The Best of Britny Fox (2001)
- The Bite Down Hard Demo Sessions (2002)
- Springhead Motorshark (2003)
- Extended Versions (Live) (2006)